# Oxyceros rugulosus
Oxyceros rugulosus là một loài thực vật có hoa trong họ Thiến thảo. Loài này được (Thwaites) Tirveng. mô tả khoa học đầu tiên năm 1983.

## Hình ảnh

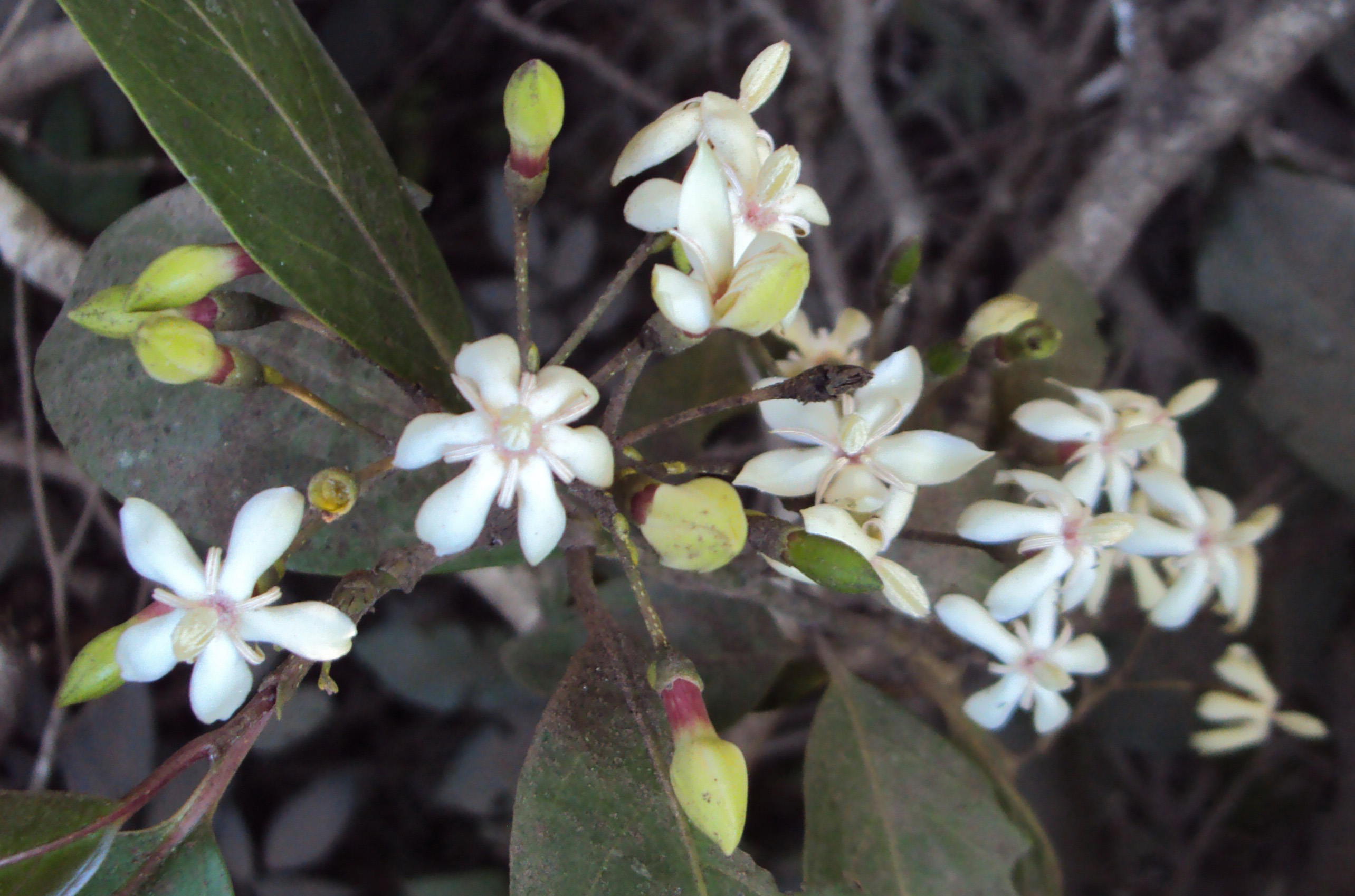
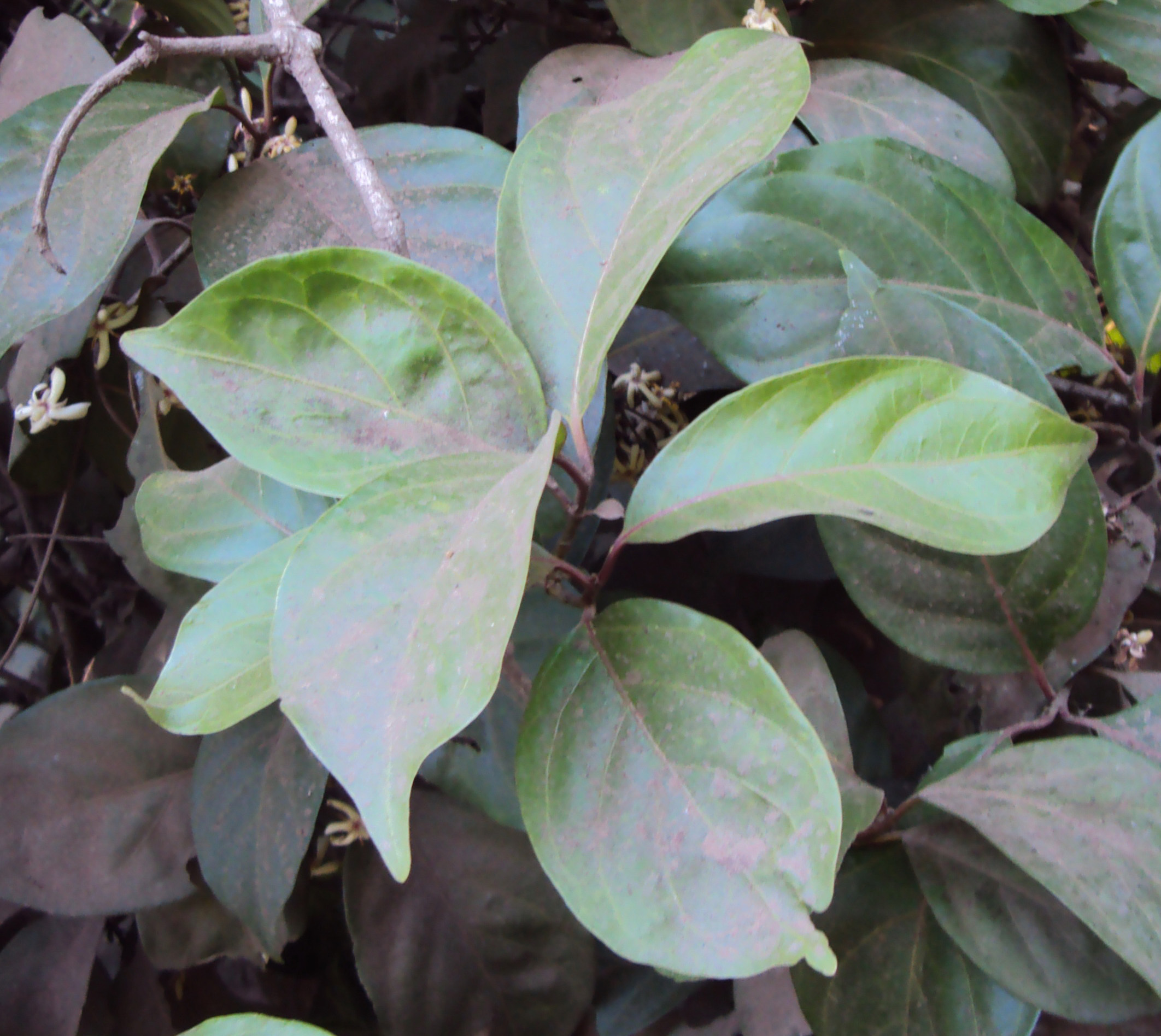
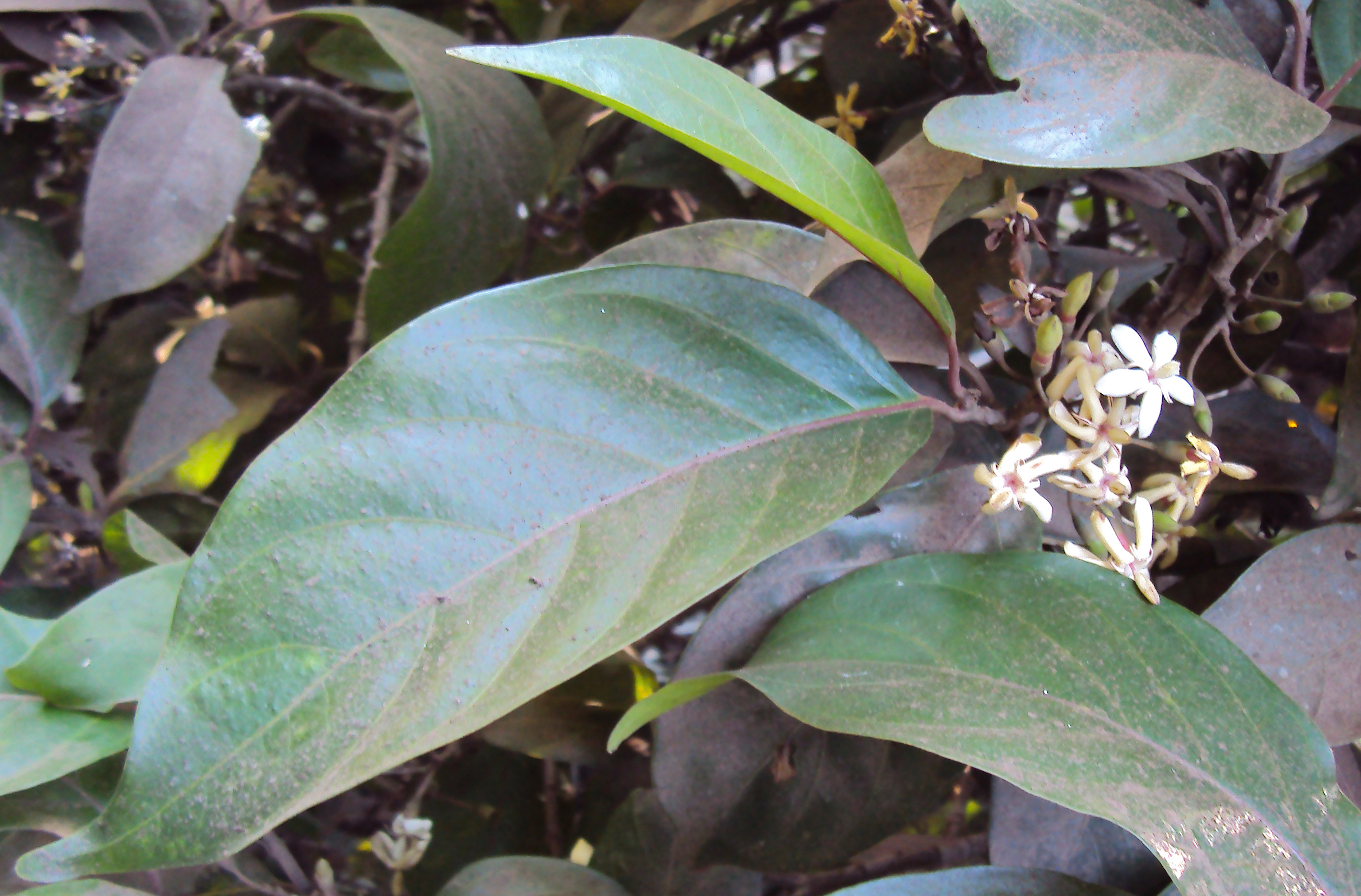
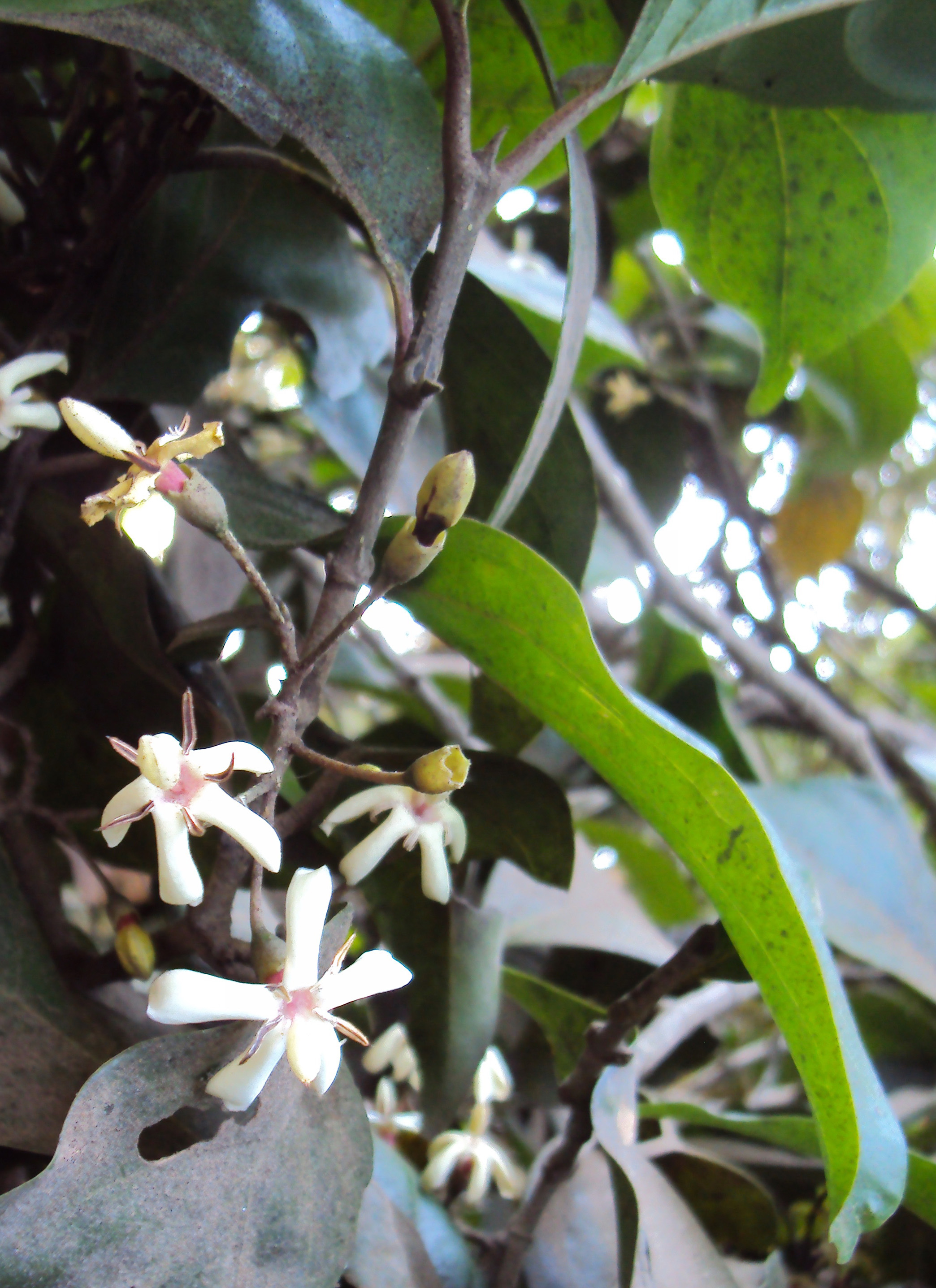